# فرنداتیس (ساتراپ هخامنشی)
فرنداتیس (از پارسی باستان فَرَنداتاFarnadāta)دومین ساتراپ هخامنشی مصر باستان در قرن پنجم پیش از میلاد، در زمان دودمان بیست و هفتم مصر بود.

## حکومت
فرنداتیس، پسر مگابازوس، فرمانده هخامنشی و پسرعموی داریوش بزرگ بود.فرنداتیس عمدتاً از سه نامه تألیف شده به دموتیک مصری تأیید شده‌است. وی جای ساتراپ آریاندس را گرفت که توسط داریوش بزرگ در حدود سال ۴۹۶ پیش از میلاد خلع شد. اگرچه تاریخ دقیق انتصاب فرنداتیس مشخص نیست. اما قطعاً در سال ۴۹۲ پیش از میلاد ساتراپ بود.
در نامه‌های ذکر شده، برخی از کاهنان معبد محلی خنوم در الفانتین از فرنداتیس خواسته‌اند که به جای آنها از برخی از تجارت آنان مراقبت کند، این یک درخواست نسبتاً معمول از فرعون (یا نماینده او، مانند این مورد) در هر دوره از تاریخ مصر باستان می‌باشد.
در ۴۸۶–۴۸۵ پ. م شورشی در مصر اتفاق افتاد، به دلیل این که در سال ۴۸۴ پ. م نام ساتراپ جدید، هخامنش استفاده شده‌است، این احتمال وجود دارد که فرنداتیس جان خود را در حین شورش از دست داده‌است.

## برای مطالعهٔ بیشتر
- Spiegelberg, Wilhelm (1928). "Drei demotische Schreiben aus der Korrespondenz des Pherendates". Sitzungsberichte der Preussischen Akademie der Wissenschaften, phil-hist. Klasse (Berlin).

| پیشین: آریاندس | ساتراپ مصر ۴۸۶–۴۹۶ پیش از میلاد | پسین: هخامنش |